# LTV1
LTV1 este canalul național al Televiziunii Letone. 

## Istorie
Canalul și-a început difuzarea la 6 noiembrie 1954, ca un studio republican de televiziune al Republicii Sovietice Socialiste Letone. Prima transmisie de test a început la 6 noiembrie 1954 din Riga sovietică în format alb-negru și a fost văzută de doar 20 de proprietari de televizoare. Este primul și cel mai vechi post de televiziune național din Țările Baltice. Difuzarea regulată a început la 20 noiembrie 1954. La început, LTV nu avea drepturi de a-și crea propriile programe. În 1955 a fost creat studioul de televiziune din Riga, iar de atunci emisiuni TV au fost create de studio. 
Cel mai vechi program de știri din Letonia, Panorama, este transmis de LTV1. Prima dată a fost difuzat la 19 martie 1958, ca o emisiune de știri de seară. În 1963, programul a primit denumirea Panorama, așa cum este cunoscut până în prezent. Un al doilea canal TV, care transmite în limba letonă dar și în rusă, LTV7 (anterior LTV2 în 1961-august 1991) a fost lansat în 1961 și ambele canale transmit în SECAM din 1974. În 1986, atât Turnul TV din Riga, cât și sediul televiziunii LTV au fost finalizate oficial.

## După 1991
În 1991 a primit statutul de Primul Canal Național al Letoniei. LTV1 este un canal de format general, care a transmis  toate genurile de emisiuni de televiziune modernă: informații-analitice, divertisment, programe pentru copii, educaționale și muzicale, talk-show-uri, programe despre artă si religie, dezbateri și jurnalism, filme de lung metraj, documentare și filme de animație.
La 1 ianuarie 1993, Televiziunea Letonă și Radio Letonia au devenit membre ale Uniunii Europene de Radio și Televiziune (EBU). În 1993, programul de informare de două ore de dimineață Dimineața (Rīts) a fost lansat pe LTV1. Acesta a fost primul astfel de proiect la televiziunea letonă. Din 4 mai 2006, programul se numește Bună dimineața, Letonia! (în letonă. Labrīt, Latvija!).
În 2003, compania a devenit organizatorul și radiodifuzorul celei de-a 48-a ediții a Concursului Muzical Eurovision, care a avut loc la Riga. Transmite în fiecare an Concursul Muzical Eurovision.
Pe 8 martie 2008, programul Noi a avut premiera pe primul canal de televiziune din Letonia. 
LTV1 difuzează prin intermediul Centrului de Radio și Televiziune de Stat din Letonia, LVRTC, a cărui rețea acoperă întregul teritoriu al Letoniei. LTV1 face parte din pachetul social obligatoriu al canalelor TV și este difuzat de toți operatorii de cablu din Letonia. Canalul este, de asemenea, transmis prin satelit. LTV1 este difuzat exclusiv în limba letonă. Volumul mediu zilnic de difuzare este de aproximativ 18 ore. De la 1 iunie 2010, difuzarea se desfășoară numai în format digital DVB-T (MPEG-4).
De la 1 ianuarie 2021, este finanțat integral de la bugetul de stat, când, după ani de dezbateri, acesta și Radio Letonia au ieșit de pe piața publicitară. În prezent, este condus de Ivars Priede, singurul membru al consiliului (anterior - de președintele consiliului).